# مزاحم (فیلم ۱۹۸۹)
مزاحم (انگلیسی: Intruder) فیلمی در ژانر ترسناک و اسلشر به کارگردانی اسکات اسپیگل است که در سال ۱۹۸۹ منتشر شد. از بازیگران آن می‌توان به رینی استه‌وز و دن هیکس اشاره کرد.